# Tina Rasmussen
Tina Kærgaard Rasmussen (* 14. April 1980) ist eine ehemalige dänische Fußballspielerin.

## Karriere

### Vereine
Rasmussen spielte im Seniorinnenbereich zuletzt bis Ende des Jahres 1996 für den Aarhuser Stadtteilverein Braband IF, bevor sie in den Spielzeiten 1997 bis 1999 für den in Randers ansässigen Vorup FB tätig war. Im weiteren Verlauf spielte sie für HEI Aarhus und IK Skovbakken, bevor sie beim Brøndby IF ihre Spielerkarriere in den Spielzeiten 2010 und 2011 in der 3F Ligaen, der seinerzeit höchsten Spielklasse im dänischen Frauenfußball ausklingen ließ; begleitend mit dem Gewinn des nationalen Vereinspokal 2010 und dem Double 2011. 

### Nationalmannschaft
Nachdem sie für die Nachwuchsnationalmannschaften des DBU in den Altersklassen U17, U19 und U21 in insgesamt 34 Länderspielen zum Einsatz gekommen war, debütierte sie in der A-Nationalmannschaft am 9. März 2009 in Silves beim 2:0-Sieg über die Nationalmannschaft Islands im dritten Spiel der Gruppe B im Turnier um den Algarve-Cup. Anschließend wurde sie im Juli in zwei und im August in einem Freundschaftsspiel eingesetzt (2:1 vs. Island, 0:1 vs. England, 5:2 vs. Schottland). Ihr einziges Spiel im Turnier um die Europameisterschaft bestritt sie am 23. August 2009 mit dem ersten Spiel der Gruppe A, das mit 0:1 gegen die Nationalmannschaft Finnlands verloren wurde. Exakt einen Monat später wurde sie in ihrem einzigen Qualifikationsspiel für die anstehende Weltmeisterschaft 2011 eingesetzt. Es war das erste Spiel der Gruppe 3 in der Europäischen Zone / UEFA, das in Athen mit 6:0 gegen die Nationalmannschaft Griechenlands gewonnen wurde. Ihre letzten drei A-Länderspiele bestritt sie bei ihrer Teilnahme am Turnier um den Algarve-Cup 2010 in der Gruppe A.

## Erfolge
Brøndby IF
- Dänischer Meister 2011
- Dänischer Pokalsieger 2010, 2011

IK Skovbakken
- Dänischer Pokalsieger 2009